# Changwon United FC
Der Changwon United FC war ein Fußballfranchise aus der Stadt Changwon in Südkorea. Der Verein nahm von 2007 bis 2008 an der K3 League teil, ehe er aufgrund finanzieller Probleme die Liga verließ und sich auflöste.

## Geschichte
Der Verein wurde 1998 unter dem Namen Doodae FC gegründet und spielte bis 2006 in diversen Amateurligen. 2007 benannte er sich für den K3-League-Beitritt in Changwon Doodae FC um. In seiner ersten K3-League-Saison wurde der Verein am Ende der Saison Achtplatzierter. 2008 benannte er sich erneut um. 2008 trat der Verein unter dem Namen Changwon United FC an. In seiner zweiten Saison erreichte er in der Hinrunde Tabellenplatz 14. Der Verein nahm allerdings an der Rückrunde aufgrund finanzieller Probleme nicht mehr teil und schied mitten in der Saison aus der K3 League aus. Der Verein löste sich noch während der Saison auf.

### Historie-Übersicht
| Saison | Liga      | Kl. | Vereine | Spiele | Pl.  | S | U | N  | Tore  | Pkt. | KFA Cup            | K3-League-Play-Off | Trainer       |
| 2007   | K3 League | 4   | 10      | 18     | 8.   | 2 | 6 | 10 | 28:47 | 12   | keine Teilnahme    | Nicht Qualifiziert | Min Byeong-oh |
| 2008*  | K3 League | 4   | 16      | 15*    | 16.* | 1 | 2 | 12 | 23:56 | 5    | Nicht Qualifiziert | Nicht Qualifiziert | Min Byeong-oh |

- = Changwon United FC nahm nur an der Hinrunde teil, nicht mehr an der Rückrunde

## Stadion
| Stadion | Name                         | Eigentümer                   | Eröffnung | Nutzungszeitraum | Nutzungszeitraum |
| Stadion | Name                         | Eigentümer                   | Eröffnung | Von              | Bis              |
| ------- | ---------------------------- | ---------------------------- | --------- | ---------------- | ---------------- |
|         | Palyong-Kunstrasensportplatz | Bezirksverwaltung Palyong-gu | n. b.     | 2007             | 2008             |